# Gârdani, Maramureș
Gârdani este satul de reședință al comunei cu același nume din județul Maramureș, Transilvania, România.

## Istoric
Prima atestare documentară: 1424 (Ardanfalwa, Ardnfalwa, Hardanfalva, Kardanfalwa). 

## Etimologie
Etimologia numelui localității: din n. grup gârdani < n.fam. Gârdan (cf. srb. Grdan, bg. Gărdan < adj. sl. gŭrdŭ „mândru") + suf. -i (în loc de suf. -ești). 

## Monument istoric
- Castelul Blomberg (sec. XIX). În 1780, „contele Blomberg primește ca danie de la împăratul Imperiului Habsburgic, Iosif al III-lea, un domeniu în Gârdani de 500 de hectare teren și 1.500 de hectare de pădure. În același an, a început construcția castelului Blomberg, care s-a terminat în 1821. În jurul aestei proprietăți, gârdălenii au pus bazele unei noi așezări”. [4]